# سوسکچه دماغ‌دراز نیویورکی
سوسکچه دماغ‌دراز نیویورکی (نام علمی: Ithycerus noveboracensis) نام یک گونه از بالاخانواده سوسکچه است.